# Кастр-Эст
Кастр-Эст (фр. Castres-Est) — упразднённый кантон во Франции, находился в регионе Юг-Пиренеи, департамент Тарн. Входил в состав округа Кастр.
Код INSEE кантона — 8108. В состав кантона Кастр-Эст входила часть коммуны Кастр.
Кантон был упразднён в марте 2015 года.

## Население
Население кантона на 2011 год составляло 13 550 человек.
| 1962 | 1968 | 1975 | 1982 | 1990 | 1999 | 2011   |
| ---- | ---- | ---- | ---- | ---- | ---- | ------ |
| —    | —    | —    | —    | —    | —    | 13 550 |